# Malacocephalus laevis
El Abámbolo negro (FAO) conocido comúnmente como Granadero (Malacocephalus laevis) es una especie de pez de la familia Macrouridae en el orden de los Gadiformes.

## Morfología
De color grisáceo con el vientre negro difuminado. Posee dos espinas dorsales, carece de aleta anal, tampoco tiene aleta caudal. De boca grande con el hocico romo, su tronco es corto estrechándose bruscamente por detrás de la primera aleta dorsal.La talla máxima registrada es de 60 cm, aunque lo más normal son 40 cm.

## Hábitat
Es un pez de aguas profundas que vive entre 200-1.000 m de profundidad, siendo lo más normal entre los 300 y los 750 metros.

## Distribución geográfica
Se encuentra desde el Estrecho de Florida hasta Brasil, el Golfo de México y el Mar Caribe, y desde Islandia y las Islas Feroe hasta Sudáfrica. También está presente en el Mar de Arabia, la Bahía de Bengala, las Maldivas, la costa del África Oriental, Indonesia y  Australia.

## Pesca
Se trata de una especie sin ningún interés pesquero. Se pesca de manera accidental al Arrastre o con Palangre de fondo